# Гавришків Богдан Михайлович

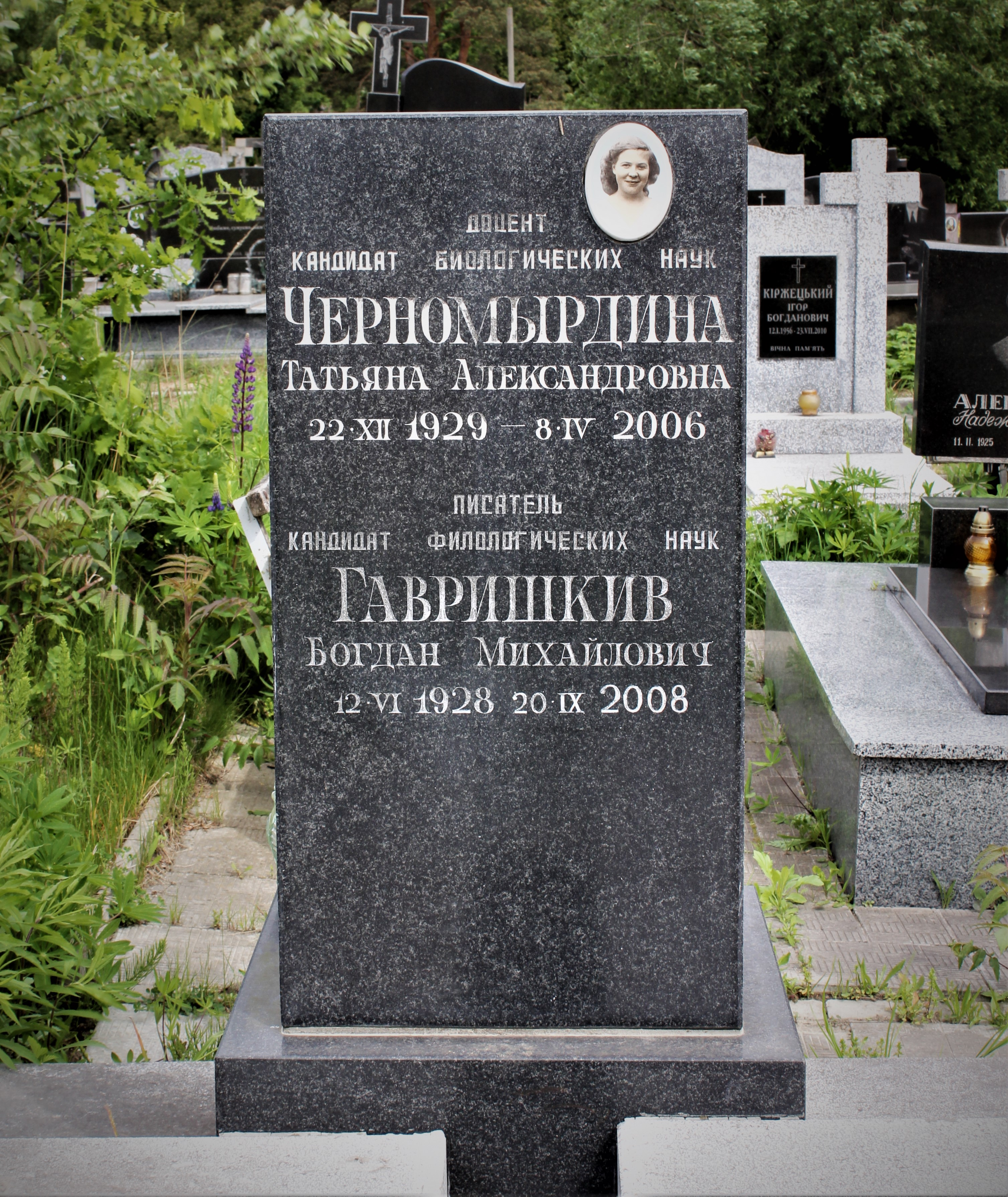
Нагробок на могилі філолога Б.Гавришківа.

Богда́н Миха́йлович Гаври́шків (12 червня 1928, Підгірці — 20 вересня 2008, м. Львів) — український літературознавець, перекладач. Кандидат філологічних наук, доцент.

## Біографія
Народився 12 червня 1928 р. в селі Підгірці, повіт Золочів, воєводство Тернопіль (нині Бродівського району Львівської області).
Закінчив філологічний факультет Львівського університету ім. І. Франка. Учасник Другої світової війни. Нагороджений орденом та медалями.
Автор багатьох літературознавчих статей, рецензій. З німецької переклав повісті та романи Ф. Кайна, Крісти Вольф, Г. Кестена, Г. Бургера, Ю. Брезана, Г. Заковського, Г. Вебера, п'єси Г. Лессінга; з польської — роман Я. Парандовського та повість В. Білінського.
Похований на полі 3а Голосківського цвинтаря у Львові.